# Thailand Open 2003
Die Siam Cement Thailand Open 2003 im Badminton fanden in Bangkok vom 6. bis zum 12. Januar 2003 statt. Das Preisgeld betrug 30.000 US-Dollar. Das Turnier hatte damit einen Ein-Sterne-Status im World Badminton Grand Prix.

## Sieger und Platzierte
| Disziplin    | Gold                      | Silber                                | Bronze                      |
| ------------ | ------------------------- | ------------------------------------- | --------------------------- |
| Herreneinzel | Ronald Susilo             | Boonsak Ponsana                       | Park Tae-sang               |
| Herreneinzel | Ronald Susilo             | Boonsak Ponsana                       | Muhammad Hafiz Hashim       |
| Dameneinzel  | Dai Yun                   | Kanako Yonekura                       | Seo Yoon-hee                |
| Dameneinzel  | Dai Yun                   | Kanako Yonekura                       | Zeng Yaqiong                |
| Herrendoppel | Ha Tae-kwon Yoo Yong-sung | Patapol Ngernsrisuk Sudket Prapakamol | Choong Tan Fook Lee Wan Wah |
| Herrendoppel | Ha Tae-kwon Yoo Yong-sung | Patapol Ngernsrisuk Sudket Prapakamol | Cai Yun Fu Haifeng          |
| Damendoppel  | Wei Yili Zhao Tingting    | Lee Hyo-jung Yim Kyung-jin            | Kumiko Ogura Reiko Shiota   |
| Damendoppel  | Wei Yili Zhao Tingting    | Lee Hyo-jung Yim Kyung-jin            | Chung Jae-hee Lee Kyung-won |
| Mixed        | Chen Qiqiu Zhao Tingting  | Nathan Robertson Gail Emms            | Tony Gunawan Eti Tantra     |
| Mixed        | Chen Qiqiu Zhao Tingting  | Nathan Robertson Gail Emms            | Yoo Yong-sung Chung Jae-hee |

## Finalergebnisse
| Disziplin    | Sieger                    | Finalist                              | Ergebnis           |
| ------------ | ------------------------- | ------------------------------------- | ------------------ |
| Herreneinzel | Ronald Susilo             | Boonsak Ponsana                       | 15-10, 7-15, 15-10 |
| Dameneinzel  | Dai Yun                   | Kanako Yonekura                       | 11-7, 11-8         |
| Herrendoppel | Yoo Yong-sung Ha Tae-kwon | Patapol Ngernsrisuk Sudket Prapakamol | 15-8, 15-6         |
| Damendoppel  | Wei Yili Zhao Tingting    | Lee Hyo-jung Yim Kyung-jin            | 11-9, 5-11, 11-6   |
| Mixed        | Chen Qiqiu Zhao Tingting  | Nathan Robertson Gail Emms            | 11-4, 8-11, 11-0   |

## Halbfinalresultate
| Disziplin    | Sieger                                | Gegner                      | Ergebnis            |
| ------------ | ------------------------------------- | --------------------------- | ------------------- |
| Herreneinzel | Boonsak Ponsana                       | Park Tae-sang               | 17-16, 10-15, 15-8  |
|              | Ronald Susilo                         | Muhammad Hafiz Hashim       | 15-10, 15-8         |
| Dameneinzel  | Kanako Yonekura                       | Zeng Yaqiong                | 11-6, 9-11, 11-4    |
|              | Dai Yun                               | Seo Yoon-hee                | 11-3, 11-7          |
| Herrendoppel | Yoo Yong-sung Ha Tae-kwon             | Fu Haifeng Cai Yun          | 15-5, 15-8          |
|              | Sudket Prapakamol Patapol Ngernsrisuk | Choong Tan Fook Lee Wan Wah | 15-11, 11-15, 15-10 |
| Damendoppel  | Wei Yili Zhao Tingting                | Chung Jae-hee Lee Kyung-won | 9-11, 11-9, 11-7    |
|              | Yim Kyung-jin Lee Hyo-jung            | Kumiko Ogura Reiko Shiota   | 11-8, 11-1          |
| Mixed        | Nathan Robertson Gail Emms            | Tony Gunawan Eti Tantra     | 11-8, 11-4          |
|              | Chen Qiqiu Zhao Tingting              | Yoo Yong-sung Chung Jae-hee | 13-10, 11-1         |

## Viertelfinalresultate
| Disziplin    | Sieger                                | Gegner                                       | Ergebnis         |
| ------------ | ------------------------------------- | -------------------------------------------- | ---------------- |
| Herreneinzel | Boonsak Ponsana                       | Colin Haughton                               | 15-3, 15-0       |
|              | Park Tae-sang                         | Hidetaka Yamada                              | 15-11, 15-5      |
|              | Muhammad Hafiz Hashim                 | Park Sung-hwan                               | 15-9, 15-12      |
|              | Ronald Susilo                         | Anupap Thiraratsakul                         | 15-5, 15-7       |
| Dameneinzel  | Kanako Yonekura                       | Miho Tanaka                                  | 11-8, 11-9       |
|              | Zeng Yaqiong                          | Karina de Wit                                | 11-9, 11-6       |
|              | Seo Yoon-hee                          | Kaori Mori                                   | 11-2, 11-4       |
|              | Dai Yun                               | Marina Andrievskaia                          | 11-8, 11-9       |
| Herrendoppel | Fu Haifeng Cai Yun                    | Pramote Teerawiwatana Tesana Panvisavas      | 15-10, 15-7      |
|              | Yoo Yong-sung Ha Tae-kwon             | Tony Gunawan Khankham Malaythong             | 15-5, 15-10      |
|              | Sudket Prapakamol Patapol Ngernsrisuk | Yohan Hadikusumo Wiratama Yau Tsk Yuk        | 15-9, 15-12      |
|              | Choong Tan Fook Lee Wan Wah           | Rian Sukmawan Joko Riyadi                    | 15-3, 15-9       |
| Damendoppel  | Wei Yili Zhao Tingting                | Soratja Chansrisukot Salakjit Ponsana        | 11-2, 11-6       |
|              | Chung Jae-hee Lee Kyung-won           | Chikako Nakayama Keiko Yoshitomi             | 11-3, 11-7       |
|              | Yim Kyung-jin Lee Hyo-jung            | Gail Emms Donna Kellogg                      | 6-11, 11-2, 11-1 |
|              | Kumiko Ogura Reiko Shiota             | Zeng Yaqiong Dai Yun                         | 11-8, 7-11, 11-7 |
| Mixed        | Nathan Robertson Gail Emms            | Sudket Prapakamol Kunchala Voravichitchaikul | 11-5, 13-11      |
|              | Tony Gunawan Eti Tantra               | Khunakorn Sudhisodhi Saralee Thungthongkam   | 11-3, 6-11, 11-4 |
|              | Chen Qiqiu Zhao Tingting              | Norio Imai Chikako Nakayama                  | 11-3, 11-4       |
|              | Yoo Yong-sung Chung Jae-hee           | Chris Bruil Lotte Jonathans                  | 2-11, 11-7, 11-8 |